# Burden (Luxembourg)
Pour les articles homonymes, voir Burden.
Burden (luxembourgeois: Bierden, allemand: Bürden) est une section de la commune luxembourgeoise d'Erpeldange-sur-Sûre située dans le canton de Diekirch.